# (115448) 2003 TU9
(115448) 2003 TU9 es un asteroide perteneciente al cinturón de asteroides, descubierto el 14 de octubre de 2003 por el equipo del Near Earth Asteroid Tracking desde el Observatorio Palomar, California, Estados Unidos.

## Designación y nombre
Designado provisionalmente como 2003 TU9.

## Características orbitales
2003 TU9 está situado a una distancia media del Sol de 2,716 ua, pudiendo alejarse hasta 3,214 ua y acercarse hasta 2,218 ua. Su excentricidad es 0,183 y la inclinación orbital 18,539 grados. Emplea 1635,14 días en completar una órbita alrededor del Sol.

## Características físicas
La magnitud absoluta de 2003 TU9 es 15,79. Tiene 5,262 km de diámetro y su albedo se estima en 0,044.